# Dichocrocis strigimarginalis
Dichocrocis strigimarginalis là một loài bướm đêm trong họ Crambidae.